# Condado de Kendall (Texas)
O Condado de Kendall é um dos 254 condados do estado norte-americano do Texas. A sede do condado é Boerne, e sua maior cidade é Boerne.
O condado possui uma área de 1 717 km² (dos quais 2 km² estão cobertos por água), uma população de 23 743 habitantes, e uma densidade populacional de 14 hab/km² (segundo o censo nacional de 2000).
O condado foi criado em 1862.